# نيكول دال سانتو
نيكول دال سانتو (بالإيطالية: Nicole Dal Santo)‏ هي دراجة إيطالية، ولدت في 25 أغسطس 1995.

## وصلات خارجية
- نيكول دال سانتو على موقع الاتحاد الدولي للدراجات (الإنجليزية)
- نيكول دال سانتو على موقع أرشيف الدراجات (الإنجليزية)
- نيكول دال سانتو على موقع إحصائيات الدراجات الإحترافية (الإنجليزية)
- نيكول دال سانتو على موقع نسبة الدراجات (الإنجليزية)